# Johann Christian Fiedler
Pour les articles homonymes, voir Fiedler.
Johann Christian Fiedler, né à Pirna le 31 octobre 1697 et mort à Darmstadt en 1765, est un peintre de cour allemand. Il réalisa des portraits, notamment des miniatures, des scènes de genre et des natures mortes.

## Biographie
Johann Christian Fiedler étudia le droit avant de se consacrer à la peinture. Il séjourna quelques années à Paris où il suivit les enseignements de Hyacinthe Rigaud et de Nicolas de Largillierre.

## Œuvres

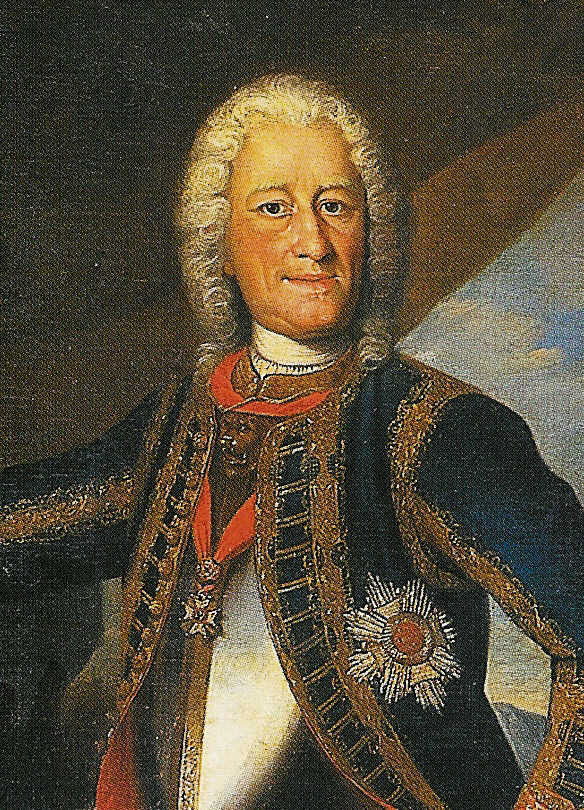
Le Landgraf Ernest-Louis de Hesse-Darmstadt (1667-1739) (atelier de Fiedler)
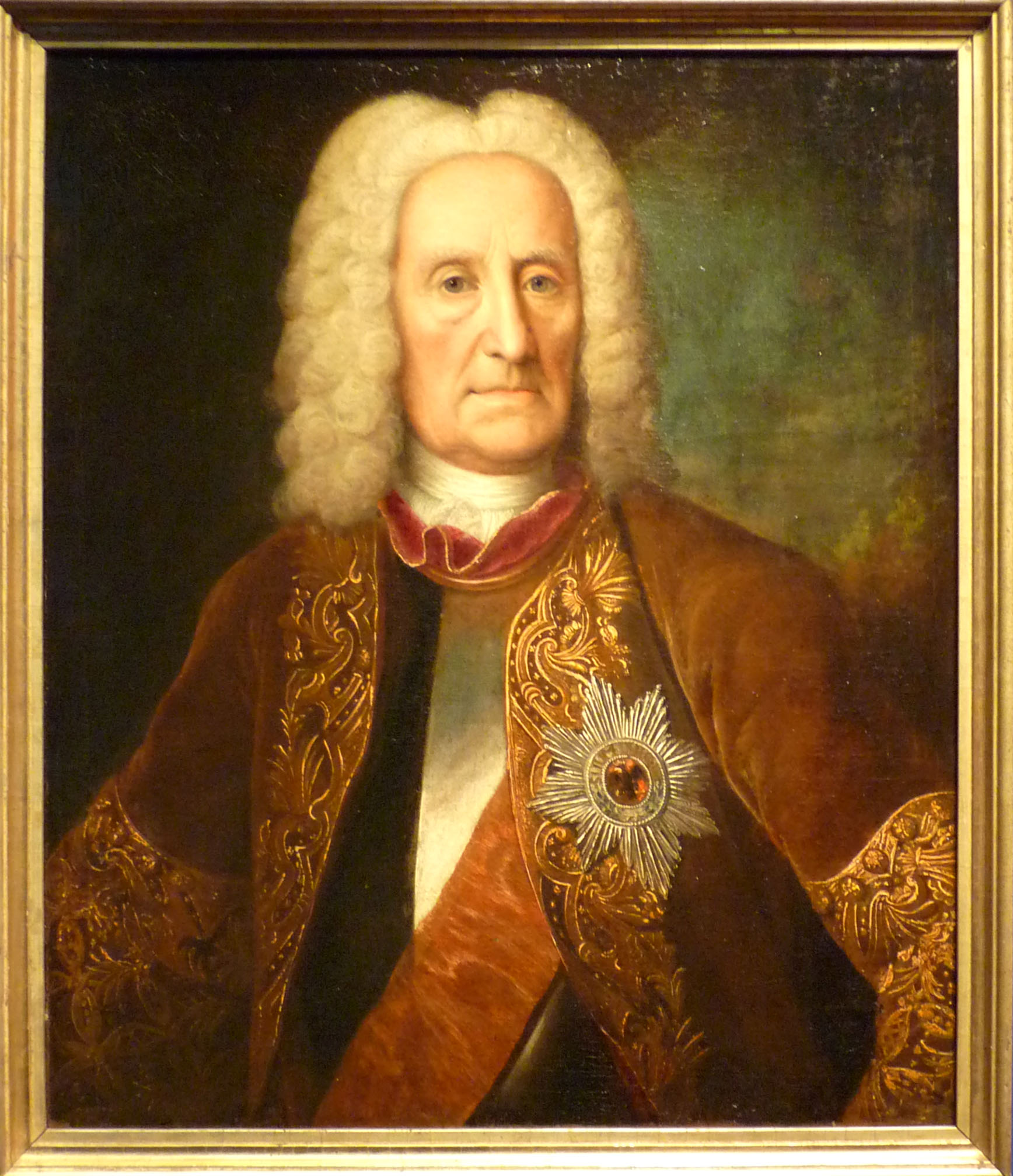
Johann Reinhard III de Hanau-Lichtenberg (Musée historique de Strasbourg)
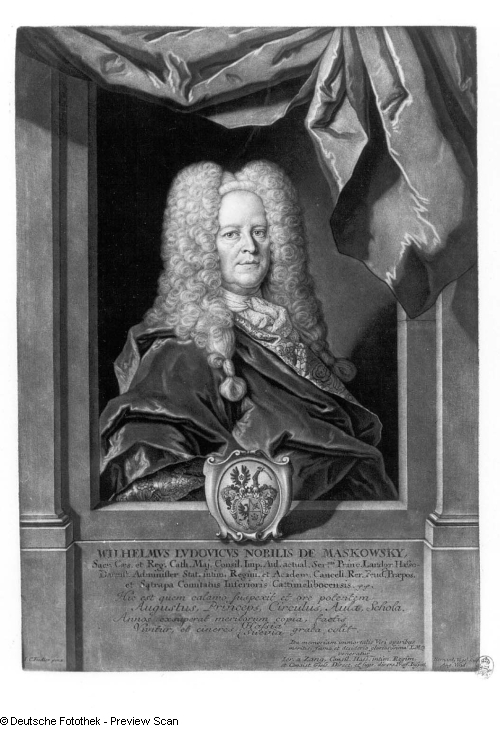
Wilhelm Ludwig Maskowsky